# Джубал
„Джубал“ (на английски: Jubal) е уестърн на режисьора Делмар Дейвс, който излиза на екран през 1956 година, с участието на Глен Форд и Ърнест Боргнайн и Род Стайгър.

## Сюжет
Джубал е преживял трагедия и е намерен тежко ранен от Шеп Хорган. Шеп му предлага да се грижи за добитъка и скоро уменията на Джубал му носят доверието на Шеп и повишение. Това раздразва бившия главен каубой Пинки, който се чувства изместен от новака. Обстоятелствата се влошават и заради младата и привлекателна съпруга на Шеп, Мей – която не е щастлива от брака си. Дотогава любезна с Пинки, тя насочва вниманието си към Джубал. В тази експлозивна ситуация пристига Реб, пътуващ скитник. Той предлага помощта си, но крайното решение какво да предприеме, Джубал трябва да вземе сам.

## В ролите
| Актьор          | Роля           |
| --------------- | -------------- |
| Глен Форд       | Джубал         |
| Ърнест Боргнайн | Шеп Хорган     |
| Род Стайгър     | (Пинки) Пинкъм |
| Валери Френч    | Мей Хорган     |
| Фелисия Фар     | Наоми Хоктор   |
| Базил Руйсдаел  | Шем Хоктор     |
| Чарлз Бронсън   | Реб Хейслип    |
| Джак Елам       | Маккой         |